# Materialphysik
Die Materialphysik ist ein Teilgebiet der Physik. Sie beschäftigt sich mit den physikalischen Grundlagen der Struktur und des Gefüges realer Festkörper auf atomarer Ebene.
Der Übergang von der Materialphysik zur Festkörperphysik ist fließend. Die Materialphysik untersucht die realen Strukturen mit ihren Defekten, die für sehr viele Eigenschaften von zentraler Bedeutung sind, während die Festkörperphysik im Wesentlichen perfekte und idealisierte Strukturen untersucht.
Zur Materialphysik gehört auch die Metallphysik.

## Institute und Universitäten in Deutschland
- Institut für Materialphysik (Göttingen) (frühere Metallphysik)
- Institut für Materialphysik (Münster)
- Institut für Materialphysik im Weltraum (Köln-Porz)

## Institute und Universitäten in Österreich
- Institut für Materialphysik (Graz)